# Блонди
Бло́нди (нем. Blondi; 1941 — 30 апреля 1945, Берлин, нацистская Германия) — немецкая овчарка, принадлежавшая Адольфу Гитлеру. Она была подарена фюреру Мартином Борманом в 1941 году и оставалась с Гитлером, даже когда тот переместился в бункер под рейхсканцелярией в апреле 1945 года.
Блонди сопровождала Гитлера во всех его ставках. Секретарь Криста Шрёдер вспоминала, что шеф открыто ревновал Блонди ко всем, к кому овчарка приближалась, доверительно обнюхивая. Он запрещал приманивать Блонди мясом, считая, что завоевать её симпатию таким образом невозможно. Гитлер гулял с Блонди каждое утро после завтрака, хотя к ней был приставлен особый собаковод. Блонди владела несколькими трюками.
В бункере в 1945 году Блонди принесла приплод из пяти щенков от кобеля немецкой овчарки по кличке Харасс, принадлежавшего вдове архитектора Пауля Трооста. Гитлер назвал одного из щенков Вольфом («волк») в свою честь («благородный волк» — значение имени Адольф). Перед тем как покончить с собой, фюрер приказал своему лечащему врачу Людвигу Штумпфеггеру умертвить Блонди, дав ей таблетки цианида. Когда в бункер вошли представители советских войск, они обнаружили трупы Блонди и Вольфа, судьба остальных четырёх щенков осталась неизвестной.

## Блонди в искусстве
Образ Блонди использовался в ряде художественных фильмов. Среди них — советский фильм-эпопея «Падение Берлина» и немецкая военная драма «Бункер».
Блонди упоминается в романе Э. М. Ремарка «Тени в раю», где один из персонажей говорит: «Третий рейх славится своей любовью к животным. Овчарку фюрера зовут Блонди, и фюрер лелеет её как родное дитя. Имперский егермейстер, министр-президент Пруссии Герман Геринг и его белокурая Эмми Зоннеман держат у себя в Валгалле молодого льва, и Герман, облачившись в одежду древнего германца, с охотничьим рогом на боку, подходит к нему с ласковой улыбкой. А шеф всех концлагерей Генрих Гиммлер нежно привязан к ангорским кроликам».